# Petroleum Geo-Services
Petroleum Geo-Services ASA ou PGS, est une entreprise norvégienne de services en géophysique, principalement active dans l'industrie pétrolière. Elle propose des services tels que l'acquisition sismique, le traitement de données ou l'imagerie de réservoir. La société est listée sur l'Oslo Stock Exchange. Elle possède une flotte de huit navires sismiques et dispose de trois centres de traitement de données à Oslo, Londres, et Houston.
En 2024, PGS fusionne avec TGS, après l'offre de rachat de cette dernière pour 859 millions de dollars, pour donner naissance à un nouveau groupe de services géophysiques pétroliers.

## Actionnaires
Liste des principaux actionnaires au 22 novembre 2019
| Coltrane Asset Management       | 34 433 000 | 10,2% |
| M&G Investment Management       | 24 068 347 | 7,11% |
| Albert Bridge Capital           | 24 068 317 | 7,11% |
| Fidelity Management & Research  | 20 770 185 | 6,13% |
| DNB Asset Management            | 18 108 469 | 5,35% |
| Lucerne Capital Management      | 17 111 385 | 5,05% |
| Folketrygdfondet                | 17 049 880 | 5,04% |
| Caius Capital                   | 16 986 846 | 5,02% |
| Lancaster Investment Management | 16 148 667 | 4,77% |
| Andresen (famille)              | 15 823 200 | 4,67% |